# Степень полимеризации
Степень полимеризации (англ. degree of polymerization) — число мономерных звеньев в молекуле полимера или олигомера. Обычно обозначается индексом «n» за скобками, включающими мономерное звено. Для гомополимера число средней степени полимеризации рассчитывается как отношение общей молекулярной массы полимера к молекулярной массе мономерного звена. Большинство полимеров использующихся в промышленных целях имеют степень полимеризации порядка 102—104.
Степень полимеризации во многом определяет физические характеристики системы. Как правило, увеличение степени полимеризации приводит к повышению температуры плавления и механической прочности полимера.